# Theope janus
Espèce
Theope janus est une espèce d'insectes lépidoptères appartenant à la famille  des Riodinidae et au genre Theope.

## Taxonomie
Theope janus a été décrit par Henry Walter Bates en 1867.

## Description
Theope janus est un papillon au dessus des ailes marron avec une suffusion bleue.
Le revers est marron avec une partie basale jaune à limite nette, du même jaune que l'abdomen.

## Écologie et distribution
Theope janus est présent en Guyane et au Brésil,.

### Biotope
Il réside en sous-bois clairs.

### Protection
Pas de statut de protection particulier.